# Lichtstadt Feldkirch
Lichtstadt Feldkirch ist ein biennales Festival für Lichtkunst in Feldkirch, Vorarlberg (Österreich). Es wurde 2018 zum ersten Mal ausgetragen.

## Festival

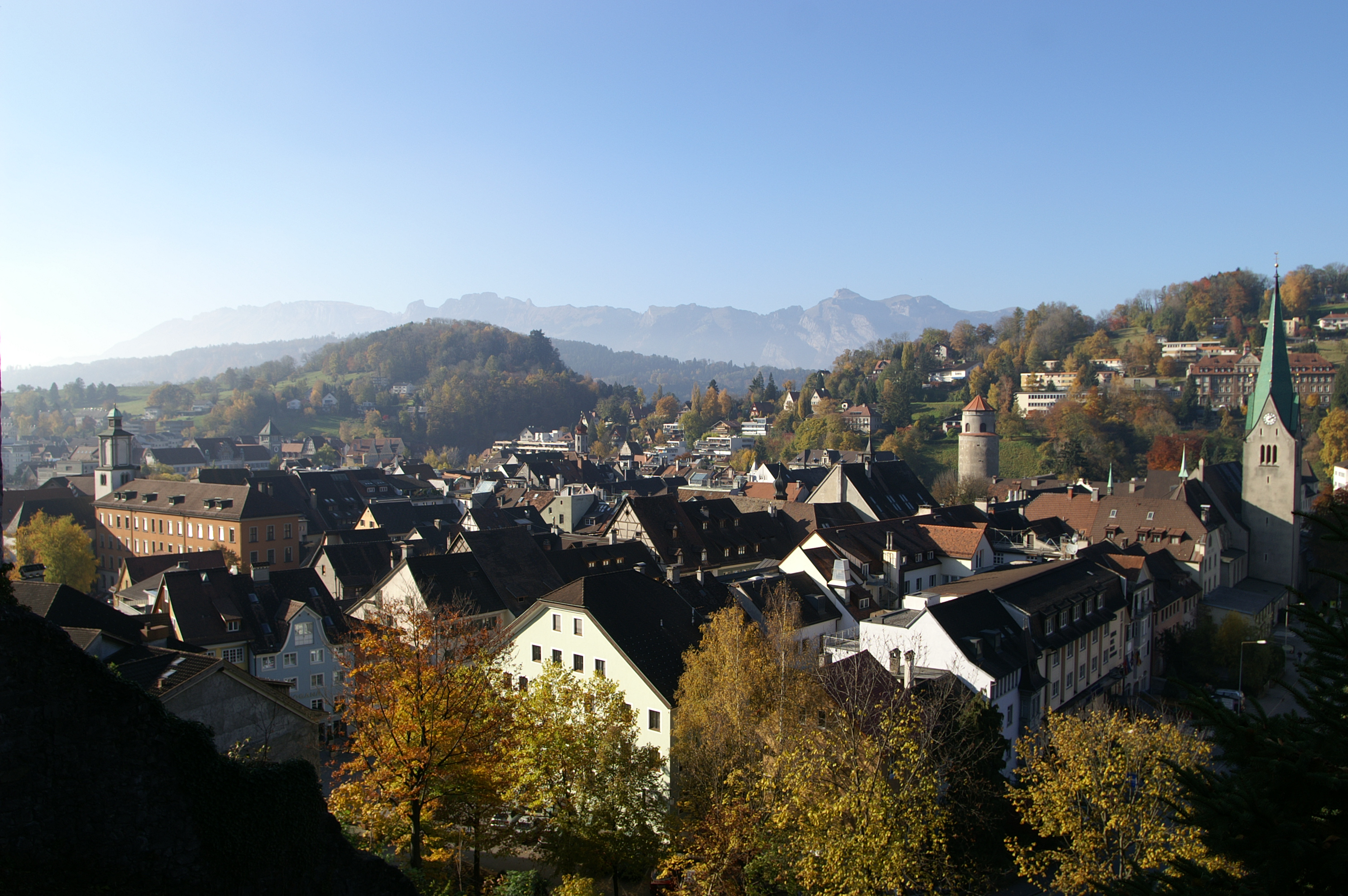
Die historische Innenstadt von Feldkirch ist der Austragungsort des Lichtkunstfestivals „Lichtstadt Feldkirch“

Lichtstadt Feldkirch ist eine viertägige biennale Lichtschau im historischen Innenstadtkern der Stadt Feldkirch. An zehn unterschiedlichen Spielorten werden abends Lichtinstallationen präsentiert. Viele der Projekte werden für den jeweiligen Standort geschaffen. Die Installationen sind gratis und barrierefrei zugänglich. 
„Der Stadtraum bietet als Schauplatz für Lichtkunst zahlreiche noch unerforschte Möglichkeiten mittels Architektur, Licht und Technik unsere Gegenwart zu erfahren, Sehgewohnheiten zu brechen oder die Vergangenheit zu beleuchten. […] Künstlerische Entwicklung kann ermöglicht und dadurch unterschiedliche thematische oder technisch innovative Schwerpunkte gesetzt werden.“ – Verein Lichtstadt
Asynchron zu den Hauptveranstaltungen finden seit 2020 die kleineren „Spotlight“-Events statt, bei denen jeweils ein Künstler oder eine Künstlergruppe im Fokus steht.
Das Festival sowie die „Spotlight“-Reihe werden vom gemeinnützigen Verein „Lichtstadt“ veranstaltet, der 2017 gegründet wurde.

## Geschichte

### 2018
Die erste Ausgabe 2018 fand anlässlich des 800-jährigen Bestehens der Stadt Feldkirch statt. Sie fand vom 3. bis 6. Oktober 2018 statt. Zehn Projekte internationaler Künstler wie Ólafur Elíasson verwandelte die Altstadt bei Einbruch der Dunkelheit in ein großes Freilichtmuseum. Installationen, Skulpturen, Projektionen auf Fassaden und Boden sowie Laserprojektionen, Mappings und Lichtobjekte waren Teil des Lichtkunstfestivals.

### 2020
Das Festival musste aufgrund von COVID-19 auf 2021 verschoben werden.

### 2021
Die Ausgabe 2021 fand vom 6. bis 9. Oktober 2021 statt. Die internationalen Künstler und Künstlerkollektive OchoReSotto, Peter Kogler, Brigitte Kowanz, David Reumüller, NEON GOLDEN, artificialOwl und DUNDU realisierten in der zweiten Ausgabe Mappings, Installationen, Projektionen und interaktive Arbeiten.

### 2023
Die dritte Ausgabe fand 2023 vom 4. bis 7. Oktober 2023 statt. Die internationalen Künstler und Künstlerkollektive Tony Oursler, OchoReSotto, Ruth Schnell und Martin Kusch (kondition pluriel), Thilo Frank und François Morellet realisierten Acht verschiedene Installationen und Projektionen. Das Festival wurde von über 35.000 Personen besucht.